# 우렁이
우렁이 또는 논우렁이(Lister's river snail)는 논우렁이과에 속하는 복족류 고둥의 총칭이다. 남미와 남극 대륙을 제외한 각 대륙과 그 주변 지역의 민물에 서식하고, 자웅이주의 난태생이다. 딱딱한 껍질과 딱딱하고 편편한 모자를 둘러쓴 것과 같은 입을 가진다. 민물 고둥으로서는 대형의 종을 포함한다.

## 개요
남미와 남극을 제외한 대륙과 그 주변의 민물에 서식하고 있으며, 몇 cm의 거뭇하게 보이는 껍질을 가지는 것이 많다. 특이한 것은 그 섭식법의 물건의 표면에 붙어 있는 무기 해조류를 먹고 살며, 물밑의 침전물을 먹는 여과섭식자이기도 하다. 이 때문에 논과 같은 환경 변화가 심한 소규모의 수역에도 대형종이 생식하는 것이 가능하다.
아시아에는 특히 종류가 많아, 많은 사람들이 접근하는 벼농사 문화와 밀접하게 관련이 있으며, 식용을 주로 하는 사람과의 관계가 형성되었다. 다른 담수 동물 같이, 기생충의 숙주가 되므로 식용에는 충분히 가열하는 것이 중요하다. 약재로도 많이 쓰인다. 아시아에서 분포 지역은 한국, 일본, 대만, 중국, 캄보디아 등의 전국의 논, 용수로, 연못 등에 분포하지만, 분포 지역은 종류에 따라서 다소 다르다.

## 이름
과명은 유럽에 분포하는 비바파루스(Viviparus) 속에서 이름 붙여졌지만, 이 속명은 태생(vivipara)을 의미하며, 그 이름대로 논우렁이과의 모든 종이 난태생으로, 꽤 성장한 자패를 낳는다. 한반도에서는 논우렁이, 논고둥, 강우렁, 논고디, 고디 등으로 부르며, 현대 중국어와 한자에는 “전라”(田螺)하고 하며, 한자에서는 “토라”(土螺)라고도 한다. 영어로는 “강 달팽이”(river snails)나 “신비한 달팽이”(mystery snails) 등으로 불린다.
동의보감에서도 탕액편 충부에 〈전라〉(田螺)라고 명시되어 있다.